# Luran Ahmeti
Luran Ahmeti (mac. Луран Ахмети, ur. 31 lipca 1974 w Skopje, zm. 25 marca 2021 tamże) – północnomacedoński aktor filmowy i teatralny pochodzenia albańskiego.

## Życiorys
Luran Ahmeti swoje dzieciństwo spędził w Stambule, co przełożyło się na bardzo dobrą znajomość języka tureckiego. Przeniósł się do Kosowa, gdzie przeżył wojnę i był świadkiem licznych zbrodni.
Ukończył studia psychologiczne na Uniwersytecie Świętych Cyryla i Metodego w Skopje, następnie studiował aktorstwo. Pracował jako aktor w Teatrze Albańskim w Skopje.
W marcu 2021 roku zachorował na COVID-19, był leczony w klinice chorób zakaźnych w Skopje, tam zmarł 25 marca. Kondolencje rodzinie i fanom zmarłego złożył Mustafa Şentop, przewodniczący tureckiego parlamentu.

## Filmografia

### Filmy
| Rok  | Tytuł                  | Rola              |
| ---- | ---------------------- | ----------------- |
| 2000 | Puppet Show            | Temjan            |
| 2005 | Bal-Can-Can            | Krešnik           |
| 2009 | Bahar Dalları          | Cevdet            |
| 2010 | Hayde bre              | Manko             |
| 2011 | Güzel Günler Görecegiz | Hamit             |
| 2012 | Uprowadzona 2          |                   |
| 2014 | Dzień sądu             | Yussein           |
| 2015 | Limonata               | Fuat              |
| 2018 | Kanun                  | kierowca taksówki |
| 2020 | Acı Kiraz              | Patron Pano       |

### Seriale
| Rok       | Tytuł                              | Rola                | Uwagi                                          |
| --------- | ---------------------------------- | ------------------- | ---------------------------------------------- |
| 2007-2008 | Pożegnanie Rumelii                 | Dimitri             | Odcinki 42, 45, 49-50, 52, 54, 61, 71 sezonu 2 |
| 2011      | Tek Başımıza                       |                     | Odcinek 1                                      |
| 2011      | Karakol                            | Zeynel              | Odcinki 1-3 i 7                                |
| 2012      | Son Yaz - Balkanlar 1912           |                     | Odcinek 1                                      |
| 2012-2013 | Wspaniałe stulecie                 | Divane Hüsrev Pasha | Odcinki 5-21 sezonu 3                          |
| 2013      | O sa mirë                          | profesor historii   |                                                |
| 2015      | Mutlu ol yeter                     | Dayi                | Odcinki 1-2                                    |
| 2015-2016 | Büyük Sürgün Kafkasya              | komisarz Igor       | Odcinki 1-4                                    |
| 2015-2016 | Kurtlar Vadisi: Pusu               | Ariel               | Odcinki 264-300                                |
| 2016      | Wspaniałe stulecie: Sułtanka Kösem | Divane Hüsrev Pasha | Odcinki 10-12 sezonu 2                         |

## Życie prywatne
Miał żonę, córkę oraz siostrę. Jego rodzina mieszka w Kosowie.